# Herverzekeringsverdrag
Het Herverzekeringsverdrag of Rugdekkingsverdrag was een verdrag tussen Duitsland en Rusland. Beide landen hadden eerder een verdrag, samen met Oostenrijk, de Driekeizerbond, opgericht in 1873.
In 1879 richtte Duitsland samen met Oostenrijk-Hongarije de tweebond op, om zich te beschermen tegen een eventuele aanval van Rusland. Hierdoor verslechterde de verhouding van Rusland met Duitsland en Rusland verliet in 1887 de Driekeizerbond. Hiermee hield de Driekeizerbond op te bestaan. De tweebond van Duitsland met Oostenrijk bleef bestaan, wat later de Driebond werd, toen Italië in 1882 toetrad.
Bismarck wilde Rusland niet als vijand - Bismarck wilde geen vijanden omdat hij oorlogen in het algemeen wilde voorkomen, zie het Congres van Berlijn in 1878 - en daarom besloot hij de Russen het "Rugdekkingsverdrag" aan te bieden, waarin hij de Duitse neutraliteit beloofde indien Rusland aangevallen zou worden door Oostenrijk-Hongarije. Dit verdrag ontstond in 1887 nadat Rusland uit de Driekeizerbond stapte. Bismarck hield dit verdrag verborgen voor Oostenrijk-Hongarije.
Het Herverzekeringsverdrag liep af in 1890, toen Bismarck van het toneel verdween en Duitsland onder keizer Wilhelm II ervan afzag het verdrag te verlengen. Wilhelm II zag daarvan af op advies van de nieuwe rijkskanselier, Von Caprivi. Aan het Herverzekeringsverdrag was namelijk een geheime clausule verbonden dat Duitsland neutraal zou blijven, indien Rusland het Ottomaanse Rijk zou aanvallen om de Dardanellen te veroveren. Von Caprivi was bang dat die geheime clausule bekend zou worden en tot grote problemen zou leiden met Engeland - dat absoluut wilde voorkomen dat Rusland een toegang zou krijgen van de Zwarte Zee naar de Middellandse Zee - en met Turkije. Hierdoor kon Duitsland niet meer op een Russisch bondgenootschap rekenen in het geval er oorlog zou ontstaan.
Achteraf, toen de Eerste Wereldoorlog begon, bleek het niet verlengen van het Herverzekeringsverdrag een kolossale misrekening. Italië liep over naar de geallieerden en ook Rusland sloot zich hierbij aan door verdragen te sluiten met Engeland en Frankrijk, waardoor de Entente ontstond. De beslissende stap vond plaats in 1892, toen Rusland en Frankrijk een geheime militaire conventie sloten op grond waarvan Frankrijk en Rusland zich verplichtten te mobiliseren tegen Duitsland indien Duitsland, Oostenrijk-Hongarije of Italië, om welke reden ook, zouden mobiliseren. Dit was een zeer agressief verdrag en duidelijk gericht tegen Duitsland, aangezien Rusland wanneer het maar wilde een conflict in de Balkan uit kon lokken door Servië te steunen, waarna Oostenrijk-Hongarije moest mobiliseren. Zelfs als Duitsland niet mobiliseerde zou het leger van Frankrijk 1.300.000 man bedragen en naar de Duitse grens sturen, dat van Rusland 700.000 a 800.000 en ook naar de grens met Duitsland sturen.